# Doris Jakubec
Pour les articles homonymes, voir Jakubec.
Doris Jakubec, née en 1939, est une professeure suisse de littérature romande et directrice du Centre de recherches sur les lettres romandes (CRLR) à l’Université de Lausanne de 1981 à 2003. Elle est aussi professeure invitée aux universités de Montréal, de Stanford et d’Albuquerque, chargée de cours aux universités de Cluj-Napoca, de Tel-Aviv et de Pékin.

## Biographie
Née Vodoz en 1939, Doris Jakubec passe son enfance à Vevey, sur les bords du Léman en Suisse romande. Son père, pasteur de l'Église libre, et sa mère, institutrice, élèvent une famille de six enfants dans un esprit d'indépendance et d'ouverture au monde. Rompant avec la tradition familiale, elle entre en littérature et obtient une licence ès Lettres de l'Université de Lausanne en 1964. Son mémoire de licence porte sur Fernand Chavannes, un dramaturge proche de Charles-Ferdinand Ramuz.
Encore étudiante, elle se marie en 1960 avec Joël Jakubec, un futur théologien d'origine tchèque dont elle porte le nom (qui signifie fils de Jacob ou petit Jacob). Elle découvre ainsi la culture tchèque, de Jan Hus à Vaclav Havel en passant par Franz Kafka, et ses nombreux points communs avec la culture romande, notamment sur la question des minorités. Joël Jakubec publie plusieurs ouvrages dont un essai intitulé Kafka contre l'absurde en 1962 et un roman, Le marchand de glaces en 2009. Le couple a un fils, David, médecin-psychiatre et écrivain de théâtre à Genève,,.

## Carrière universitaire
Doris Jakubec commence sa carrière universitaire en 1965 comme assistante du professeur Gilbert Guisan (1911-1980) au Centre de recherches sur les lettres romandes (CRLR) qu'il vient de fonder. Sous la direction de ce dernier, elle consacre sa thèse à un poète français, Sylvain Pitt, grand ami de Charles-Abert Cingria et de Paul Claudel.
Le Centre de recherches sur les lettres romandes suit dès le départ trois orientations majeures : l’étude des œuvres et de leurs sources, la publication  scientifique de textes et de documents inédits (correspondances, journaux intimes, carnets, etc.), La prospection d’archives dans une perspective patrimoniale afin de les inventorier et de les mettre à la disposition des chercheurs.
Elle prend la direction du CRLR en 1981. L'institut se mue alors en centre de référence de la littérature francophone, ouvert aux chercheurs suisses et du monde entier, en particulier japonais et chinois, américains et russes, tchèques, roumains ou hongrois. Doris Jakubec se voue notamment à la conservation des manuscrits et documentaires, qui constitue l'une des vocations essentielles du centre. Elle se spécialise dans la critique génétique et se passionne pour les manuscrits qui permettent d'entrer dans le texte sans médiation.
Grâce à son travail poursuivi sur plusieurs décennies, la littérature romande fait l'objet de recherches universitaires et de traductions dans de nombreuses langues. Notamment outre-Atlantique, avec les travaux poétiques d'Ellen Hinsey, les traductions de Ramuz de James Franck et les travaux sur les Antilles et l'Afrique d'Elisabeth Mudimbe-Boyi.
Outre la poésie qui est son premier intérêt, elle se spécialise dans la critique génétique et l’étude des variantes, en relation avec la poétique et la vie interne des textes. Ce qui lui sera très utile dans le « grand chantier » qu’elle ouvre en 1997, avec une dizaine de chercheurs, sur l’édition critique des  œuvres de Charles Ferdinand Ramuz, y compris de très nombreux textes inédits. Elles seront publiées en deux temps : les Œuvres romanesques dans la Bibliothèque de la Pléiade en deux volumes et les Œuvres complètes en 29 volumes chez Slatkine,,. Elle collabore aussi à l’édition des Œuvres complètes de Charles-Albert Cingria aux Éditions de l'Âge d'Homme dans les volumes consacrés au Récits et aux Propos (2011-2013). 
Elle travaille non seulement à la réédition de nombreuses œuvres de Guy de Pourtalès comme Nous, à qui rien n'appartient et La Pêche miraculeuse, mais aussi à l'édition de ses Correspondances, en 3 volumes, de 1909 à 1941, réunissant ainsi écrivains, essayistes et critiques européens d'entre-les-deux-guerres.

## Distinctions
- 2012 : Prix culturel de la Fondation Leenaards[25] en tant que critique littéraire.
- 2014 : Prix de l'Université de Lausanne[26].

## Publications
- Sylvain Pitt ou les avatars de la liberté : une vie à l'aube du XXe siècle, (1860-1919), 1979, Éditions universitaires.
- Relectures d'Alexandre Vinet, avec Bernard Reymond, 1993, Éditions L'Age d'Homme,  (ISBN 978-2825104347).
- Le bleu cavalier de la mort, 2009, Éditions Zoé,  (ISBN 978-2881826481).